# Сассо-Руффо, Елизавета Фабрициевна, княжна Сан-Антимо
герцогиня Елизавета Фабрициевна Сассо-Руффо, княжна Сан-Антимо (26 декабря 1886/8 января 1887 — 29 октября 1940), после замужества известная как Елизавета Фабрициевна Романова, урождённая герцогиня Сассо-Руффо, княжна Сан-Антимо — первая морганатическая супруга Князя Императорской Крови Андрея Александровича. Русская аристократка, Елизавета Фабрициевна была дочерью изгнанного итальянского дворянина Фабрицио Руффо, герцога Сассо-Руффо и княгини Натальи Александровны Мещерской. Она была замужем первым браком за генерал-майором Александром Александровичом Фридерици, а вторым — за князем императорской крови Андреем Александровичем. Когда она вышла замуж за князя императорской крови Андрея, это была последняя Императорская свадьба, состоявшаяся в России до 2021 года. Вскоре после заключения второго брака вследствие революции Елизавета Фабрициевна бежала из России на борту HMS Marlborough и жила за границей во Франции и Великобритании. Она  погибла в 1940 году во время налета немецкой авиации на дворец Хэмптон-Корт.

## Биография
Елизавета Фабрициевна родилась в 1886 году в Знаменском имении Болховского уезда Орловской губерни в семье Фабрицио Руффо, герцога Сассо-Руффо и княгини Натальи Александровны Мещерской. Её отец был членом дома Руффо ди Калабрия, одной из старейших неаполитанских дворянских семей, которая отправилась в изгнание после объединения Италии. Её мать, русская дворянка из рода Мещерских, происходила от Строгановых через свою мать и имела дальнюю родственную связь с российской императорской семьей. Хотя формально Елизавета принадлежала к итальянскому дворянству, она выросла в России.
В 1907 году в Царском Селе Елизавета вышла замуж за генерал-майора Александра Александровича Фридерици. От этого брака у неё родилась дочь по имени Елизавета Александровна Фридерици. Елизавета и Фридерици развелись в 1916 году. Позднее в том же году Елизавета встретила в Санкт-Петербурге князя Андрея Александровича, члена российской императорской семьи. Князь Андрей был сыном великого князя Александра Михайловича и великой княгини Ксении Александровны и внуком императора Александра III. Вскоре после их встречи российская монархия была свергнута в результате Февральской революцией. Князь Андрей переехал с семьей в Ай-Тодор, имение своего отца в Крыму. В это время у Елизаветы и князя Андрея завязались отношения и она забеременела, в результате чего пара поженилась 12 июня 1918 года в семейной часовне Романовых в Ай-Тодоре в присутствии семьи князя Андрея, включая вдовствующую императрицу Марию Федоровну. Их свадьба была последней Императорской свадьбой, состоявшейся в России до свадьбы Великого князя Георгия Михайловича и Ребекки Беттарини в 2021 году. К моменту свадьбы муж Елизаветы потерял связь со своим дядей, императором Николаем II, находившимся под домашним арестом в Губернаторском доме в Тобольске. Через месяц после того, как она и князь Андрей поженились, император и императрица, а также их дети были убиты большевиками. Некоторое время после Октябрьской революции  семья находилась в заключении в Дюльбере, дворце в Крыму, принадлежавшем великому князю Петру Николаевичу Романову. Они были освобождены немецкими войсками, и в декабре 1918 года Елизавета Фабрициевна и её муж бежали из России на борту корабля Британского Королевского флота HMS Marlborough. Вместе с мужем и свёкром она направилась во Францию на Парижскую мирную конференцию, стремясь обеспечить поддержку для Белой армии со стороны Западной Европы.
В эмиграции у Елизаветы Фабрициевны обнаружили рак, из-за которого она очень ослабла. Семья жила бедно, и, поскольку князь Андрей не мог найти постоянного занятия, во многом зависела от финансовой поддержки со стороны более состоятельных родственников. В конце концов, они поселились в Англии; сначала во Фрогморе, а затем в Уайлдернесс-Хаусе, резиденции grace and favour на территории дворца Хэмптон-Корт, которую Георг VI сдал в аренду матери князя Андрея.29 октября 1940 года, во время Второй мировой войны, Елизавета Фабрициевна находилась в Уайлдернесс-Хаусе, когда произошёл налет немецкой авиации. Во время рейда рядом с домом была сброшена бомба, в результате чего разбились окна и упали потолочные балки. Елизавета Фабрициевна умерла от травм в результате взрыва. После её смерти её муж и дети переехали в дом Крейга Гоуэна недалеко от замка Балморал.

## Семья
У Елизаветы и князя Андрея было трое детей, двое старших родились во Франции, а младший — в Лондоне:
- Княгиня Ксения Андреевна (1919—2000) — 17 июня 1945 года в Лондоне вышла замуж за американского лётчика Калхуна Анкрума (1915—1990), отец которого был полковником корпуса морской пехоты США. Развелись в 1954 году. 7 апреля 1958 года в Тегеране вышла замуж за Джеффри Туфа (1908—1998), начальника отдела охраны психологического здоровья в министерстве здравоохранения Великобритании и члена консультативной группы экспертов ВОЗ. Его первая жена княгиня Ольга Голицына умерла в 1955 году. Джеффри Туф умер в 1998 году в Руффиньяке. Детей от обоих браков не было[20].
- Князь Михаил Андреевич (1920—2008) — в 1953 году женился на Эстер Мерфи (Esther Murphy, род. 1921), развелись в то же году. Во втором браке с 1954 года женился на Ширли Краммонд (Shirley Crammond, 1916—1983). В третьем браке с 1993 года женился на Джулии Креспи (Giulia Gemma Crespi, род. 1930). Детей от этих браков у него не было[21].
- Князь Андрей Андреевич (1923—2021) — в 1951 году женился на Елене Константиновне Дурневой (1927—1992), развелись в 1959 году. Во втором браке с 1961 года женился на Кэтлин Норрис (Kathleen Norris, 1935—1967). В третьем браке с 1969 года женился на Инес фон Башелин (Inez von Bachelin, род. 1930). От первых двух браков имел трёх сыновей. С 31 декабря 2016 года большей частью потомков императора Николая I признавался главой рода Романовых[22].

## Титул
- 26 декабря 1886/8 января 1887 — 25 ноября 1918: «Её сиятельство герцогиня Елизавета Фабрициевна Сассо-Руффо, княжна Сан-Антимо»
- 25 ноября 1918 — .29 октября 1940: «Её высочество княгиня крови императорской» — не признавалось ветвью «Кирилловичей».